# Hal Roach
Pour les articles homonymes, voir Roach.
Hal Roach est un producteur de cinéma, réalisateur, et scénariste américain, né le 14 janvier 1892 à Elmira (New York) et mort le 2 novembre 1992 à Los Angeles.
Pionnier du cinéma, il fonde les Hal Roach Studios. Il produit environ 2 000 films, dont la plupart des films interprétés par Laurel et Hardy.

## Biographie

### Origines
Hal Roach naît sous le nom de Harry Eugene Roach en 1892 dans l'État de New York.
Hal Roach est destiné à une carrière dans les chemins de fer. Il pratique divers métiers, dont celui de livreur de crème glacée. 

### Carrière
En 1931, il crée — sur le modèle du tandem Laurel et Hardy — un duo féminin composé de Thelma Todd et Zasu Pitts (remplacée en 1933 par Patsy Kelly). Elles sont les vedettes d'une série de courts métrages jusqu'à la mort de Thelma Todd en 1935.
Sa fille Maria (1947-1982) épouse Scott Carpenter (1925-2013), un astronaute.

### Les Hal Roach Studios
Les Hal Roach Studios créés en 1919 par Hal Roach à Culver City, près de Los Angeles, étaient idéalement situés en Californie et bénéficiaient d'un important ensoleillement, idéal pour pouvoir tourner les scènes d'extérieur. Ils ont produit de très nombreuses comédies populaires (avec en particulier Laurel et Hardy ou Harold Lloyd) — et pendant la Seconde Guerre mondiale près de quatre cents films de propagande patriotique, dans lesquels jouaient Ronald Reagan, James Stewart, Clark Gable, incarnant de vaillants soldats américains — tournés par la FMPU (First Motion Picture Unit (en)). 
Hal Roach avait fait signer un contrat particulièrement désavantageux à Laurel et Hardy puisqu'ils ne touchaient aucune royalty sur leurs nombreux films, en particulier dans le cadre des diffusions à la télévision. 
Après la seconde guerre mondiale, Roach, en homme d'affaires visionnaire, produit les premières œuvres spécifiquement destinées à la télévision : la série télévisée Les Petites Canailles en particulier est une pionnière du genre et a une grande longévité. 
Ces studios, dirigés sur un mode paternaliste par la personnalité exceptionnelle qu'est H. Roach, reçoivent le surnom Lots of Fun, et Fort Roach pendant la guerre. Roach les cède à son fils, mais celui-ci n'ayant ni le sens artistique ni le sens des affaires de son père, fait péricliter les studios Roach qui ferment en 1963, puis sont démolis. Le dernier film tourné sur le site de Lots of Fun est L'Offrande (en) de Boris Sagal en 1963.

### Vie privée
Hal Roach se marie avec l'actrice Marguerite Nichols avec qui il a un fils Hal Roach Jr. (1918-1972) et une fille, Margaret Roach (1921-1964).
Son épouse Marguerite meurt d'une pneumonie en mars 1941, il se remarie en 1942 avec Lucille Prin, une secrétaire, avec qui il a quatre enfants.

## Filmographie partielle

### Comme réalisateur
- 1915 :Willie Runs the Park
- 1915 : Peculiar Patients' Pranks
- 1916 : Lui... club-boy
- 1916 : Luke and the Bang-Tails
- 1916 : Luke Joins the Navy
- 1916 : Luke, Crystal Gazer
- 1916 : Luke's Lost Lamb
- 1916 : Lonesome Luke Leans to the Literary
- 1918 : Au jour le jour (Just Rambling Along)
- 1919 : Coquin de printemps (Spring Fever)
- 1919 : Lui et la Dactylographe (Be My Wife)
- 1919 : Lui, chef cuisinier (On the Fire)
- 1919 : On n'entre pas (Ask Father)
- 1919 : De la coupe aux lèvres (From Hand to Mouth)
- 1919 : Amour et Poésie (Bumping into Broadway)
- 1919 : Coco de Chicago (Billy Blazes, Esq.)
- 1919 : Tombés du ciel (Just Dropped In)
- 1919 : Lui au caveau des élégants (Young Mr. Jazz)
- 1920 : Pour le cœur de Jenny (An Eastern Westerner)
- 1920 : Ma fille est somnambule (High and Dizzy)
- 1920 : Le Manoir hanté (Haunted Spooks)
- 1920 : Oh! La belle voiture ! (Get Out and Get Under)
- 1920 : Quel numéro demandez-vous ? (Number, Please?)
- 1921 : Pour l'amour de Mary (Now or Never)
- 1921 : Ayez donc des gosses (I Do)
- 1924 : The White Sheep
- 1929 : On n'a pas l'habitude (Unaccustomed As We Are)
- 1930 : Men of the North
- 1931 : On the Loose
- 1933 : Fra Diavolo (The Devils' Brother)
- 1939 : Capitaine Furie
- 1939 : Le Roi des reporters (The Housekeeper's Daughter)
- 1940 : Changeons de sexe
- 1940 : Tumak, fils de la jungle, (One million B. C.)
- 1941 : Histoire de fous (Road Show)

### Comme producteur

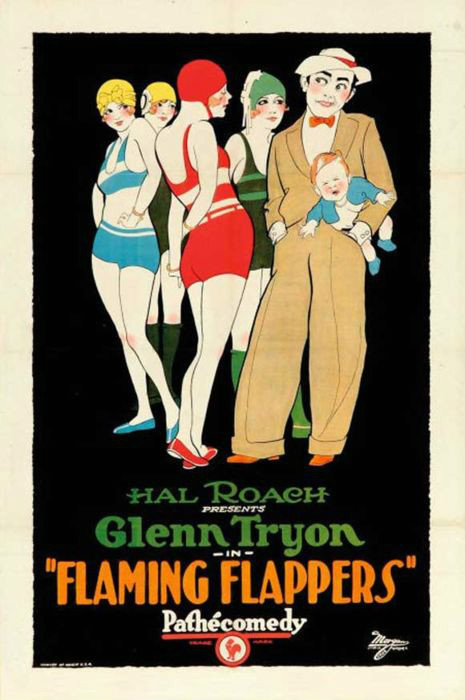
Affiche de Flaming Flappers (1925).

- 1915 : Peculiar Patients' Pranks de lui-même
- 1916 : Lui... club-boy de lui-même
- 1916 : Luke and the Bang-Tails de lui-même
- 1916 : Luke Joins the Navy de lui-même
- 1916 : Luke's Lost Lamb de lui-même
- 1917 : Over the Fence de Harold Lloyd et J. Farrell MacDonald
- 1917 : Lui... et les policemen (Pinched) de Gilbert Pratt et Harold Lloyd
- 1917 : Bashful d'Alfred J. Goulding
- 1918 : Lui au club mystérieux (The Lamb) de Gilbert Pratt et Harold Lloyd
- 1918 : Oui... mais Lui corsette mieux (Here Come the Girls) de Fred Hibbard
- 1918 : Lui fait un beau mariage (Bride and Gloom) d'Alfred J. Goulding
- 1918 : L'Hôtel du chahut-bahut (On the Jump) d'Alfred J. Goulding
- 1918 : Feux croisés (Two-Gun Gussie) d'Alfred J. Goulding
- 1918 : Follow the Crowd d'Alfred J. Goulding
- 1918 : It's a Wild Life de Gilbert Pratt
- 1918 : A Pair of Tights de Hal Yates
- 1919 : Un fameux régisseur d'Alfred J. Goulding
- 1919 : Un, deux, trois... partez ! (The Marathon) d'Alfred J. Goulding
- 1919 : On n'entre pas (Ask Father)
- 1919 : Une excursion mouvementée (Going! Going! Gone!)
- 1919 : Lui chez le grand couturier{' (Next Aisle Over)
- 1919 : Lui, chef cuisinier (On the Fire)
- 1919 : Swat the Crook
- 1919 : De la coupe aux lèvres (From Hand to Mouth)
- 1919 : Amour et Poésie (Bumping into Broadway)
- 1919 : Coco de Chicago (Billy Blazes, Esq.)
- 1920 : Pour le cœur de Jenny (An Eastern Westerner)
- 1920 : Ma fille est somnambule (High and Dizzy)
- 1920 : Le Manoir hanté (Haunted Spooks)
- 1920 : Oh! La belle voiture ! (Get Out and Get Under)
- 1920 : Quel numéro demandez-vous ? (Number, Please?)
- 1921 : Pour l'amour de Mary (Now or Never)
- 1921 : Voyage au paradis (Never Weaken)
- 1921 : Marin malgré lui (A Sailor-Made Man) de Fred C. Newmeyer
- 1921 : Ayez donc des gosses (I Do)
- 1922 : The Timber Queen de Fred Jackman
- 1923 : A Man About Town (court métrage)
- 1923 : The Big Show de Robert F. McGowan
- 1923 : The Whole Truth
- 1923 :  Chez le blanchisseur (Collars and Cuffs)
- 1924 : The Buccaneers (court métrage)
- 1924 : Wide Open Spaces de George Jeske
- 1925 : Quelle vie ! (Isn't Life Terrible?) de Leo McCarey (court métrage)
- 1926 : The Nickel-Hopper de F. Richard Jones et Hal Yates
- 1926 : Le Mariage de Laurel (Get 'Em Young) de Fred Guiol et Stan Laurel
- 1927 : Sans loi (No Man's Law) de Fred Jackman
- 1927 : Love 'Em and Feed 'Em de Clyde Bruckman
- 1928 : Laurel et Hardy à l'âge de pierre (Flying Elephants) (court métrage)
- 1929 : Œil pour œil (Big business)
- 1929 : Son Altesse Royale (Double Whoopee)
- 1929 : Vive la liberté (Liberty) de Leo McCarey
- 1929 : Laurel et Hardy en wagon-lit (Berth Marks) de Lewis R. Foster
- 1932 : Show Business
- 1932 : Les Sans-soucis (Pack Up Your Troubles)
- 1932 : Girl Grief
- 1933 : Fra Diavolo (The Devils' Brother)
- 1933 : Laurel et Hardy policiers (The Midnight Patrol)
- 1933 : Les Compagnons de la nouba (Sons of the desert)
- 1935 : The Infernal Triangle
- 1936 : La Bohémienne (The Bohemian Girl)
- 1936 : C'est donc ton frère (Our Relations)
- 1937 : Laurel et Hardy au Far West (Way out west)
- 1937 : Le Couple invisible (Topper) (non crédité)
- 1938 : Les montagnards sont là (Swiss Miss)
- 1938 : Fantômes en croisière (Topper Takes a Trip) de Norman Z. McLeod
- 1938 : Têtes de pioche (Block-Heads)
- 1940 : Les As d'Oxford (A chump at Oxford)
- 1940 : Tumak, fils de la jungle, (One million B. C.)
- 1941 : Niagara Falls
- 1947 : La Bande à Curley (Curley)
- 1966 : Un million d'années avant J.C. (One Million Years B.C.) (producteur associé)

### Comme scénariste
- 1919 : Coco de Chicago (Billy Blazes, Esq.)
- 1919 : Une excursion mouvementée (Going! Going! Gone!) de Gilbert Pratt
- 1921 : La Chasse au renard (Among Those Present) de Fred C. Newmeyer
- 1921 : Marin malgré lui (A Sailor-Made Man), de Fred C. Newmeyer
- 1921 : Voyage au paradis (Never Weaken)
- 1921 : Ayez donc des gosses (I Do)
- 1922 : Le Petit à Grand-maman (Grandma's Boy) de Fred C. Newmeyer
- 1922 : Et puis ça va (Doctor Jack) de Fred C. Newmeyer et Sam Taylor
- 1923 : Be Honest de Len Powers
- 1923 : Uncensored Movies de Roy Clements
- 1927 : En plein méli-mélo (Slipping Wives)
- 1927 : Un ancien flirt (Love 'Em and Weep)
- 1927 : Il était un petit navire (Why Girls Love Sailors)
- 1927 : Les Gaietés de l'infanterie (With Love and Hisses)
- 1927 : Les Deux Détectives (Do Detectives Think?)
- 1927 : La Bataille du siècle (The Battle of the Century)
- 1928 : Laissez-nous rire (Leave 'Em Laughing)
- 1928 : Laurel et Hardy à l'âge de pierre (Flying Elephants) (court métrage)

### Comme acteur
- 1920 : Quel numéro demandez-vous ? (Number, Please?) de lui-même et Fred C. Newmeyer : le marin (non crédité)

## Source
- « Guide des films » de Jean Tulard